# På dybt vand (film)
På dybt vand er en dokumentarfilm instrueret af Jan C. G. Larsen.

## Handling
Filmen er den tredje i serien om danske havbundsmiljøer (se også Havets Lavvandsfauna og Stenrev). Den fortsætter, hvor filmen om stenrevene slap ud på dybere vand, hvor den formindskede lys-intensitet og ringe vandbevægelse er bestemmende for bundens udseende og dyrenes tilpasning. På muddersletterne herude er vandet mørkt, iskoldt og stille. Der ser livløst ud, men der er masser af liv, viser filmen. Filmen viser rundt i samfundet og livsmiljøet på mudderbunden, skitserer de økologiske sammenhænge og kommer også ind på, hvilke konsekvenser fiskeriet har for havbundslivet. 